# 일본의 디지털대신
디지털대신(일본어: デジタル大臣)은 디지털청의 장으로, 국무대신이다.

## 같이 보기
- 일본 디지털청